# Joséphine Mbarga-Bikié
Pour les articles homonymes, voir Mbarga.
Joséphine Mbarga-Bikié, née le 3 avril 1979,  est une athlète camerounaise, spécialiste du saut en longueur et des épreuves de relais. 

## Biographie
Elle participe aux Jeux de la Francophonie 2005 à Niamey, où elle échoue de peu à obtenir une médaille. Elle finit ainsi 5e du relais 4 × 100 m (46 s 72), 4e du 4 × 400 m (3 min 46 s 38) et 5e du saut en longueur (6,12 m).
En 2006, elle devient championne d'Afrique du saut en longueur (6,33 m) et remporte le bronze sur le relais 4 × 100 m (46 s 43), avec Esther Solange Ndoumbe, Carole Kaboud Mebam et Myriam Léonie Mani. Elle est également inscrite sur le 200 mètres mais ne prend pas le départ de sa série. Quelques semaines plus tard, elle représente l'Afrique à la coupe du monde des nations où elle termine 9e et dernière du saut en longueur (5,87 m).
Aux Jeux africains 2007, elle termine 5e du saut en longueur (6,19 m). Le relais 4 × 100m, 4e temps des qualifications (45 s 02), est disqualifié en finale.
En 2009, aux Jeux de la Francophonie, elle obtient la médaille de bronze du 4 × 100 m (46 s 24) et termine 7e du saut en longueur (6,04 m).

### Palmarès
| Date | Compétition             | Lieu     | Résultat | Épreuve          | Performance   |
| ---- | ----------------------- | -------- | -------- | ---------------- | ------------- |
| 2005 | Jeux de la Francophonie | Niamey   | 5e       | Saut en longueur | 6,12 m        |
| 2005 | Jeux de la Francophonie | Niamey   | 5e       | 4 × 100 m        | 46 s 72       |
| 2005 | Jeux de la Francophonie | Niamey   | 4e       | 4 × 400 m        | 3 min 46 s 38 |
| 2006 | Championnats d'Afrique  | Bambous  | 1re      | Saut en longueur | 6,33 m        |
| 2006 | Championnats d'Afrique  | Bambous  | 3e       | 4 × 100 m        | 46 s 43       |
| 2007 | Jeux africains          | Alger    | 5e       | Saut en longueur | 6,19 m        |
| 2009 | Jeux de la Francophonie | Beyrouth | 7e       | Saut en longueur | 6,04 m        |
| 2009 | Jeux de la Francophonie | Beyrouth | 3e       | 4 × 100 m        | 46 s 24       |